# جام قهرمانی فوتبال ایران ۱۳۴۷
جام قهرمانی فوتبال ایران ۱۳۴۷ دهمین دوره جام قهرمانی فوتبال ایران که توسط فدراسیون فوتبال ایران برگزار شد. جام قهرمانی فوتبال ایران ۱۳۴۷ با میزبانی  بندر انزلی  و با حضور ۵ تیم پایانی راه یافته  به دور پایانی در تابستان برگزار شد و تیم پاس تهران که قهرمان جام حذفی فوتبال تهران در سال ۱۳۴۷ بود به عنوان نماینده تهران به رقابت‌ها راه یافت و  با شکست گیو بندر انزلی برای سومین بار قهرمان ایران شد تا صاحب رکورد بیشترین تعداد قهرمِانی در رقابتها شود.

## رکورد پاس در جام
پاس با سه جام رکورد قهرمانی را در این رقابت‌ها از آن خود ساخت. اما این تنها امتیاز پاس نبود. رکورد بعدی پاس آنجا بود که سه قهرمانی پاس متوالی و پیاپی بود  این رکورد به مدت ۳۳ سال در اختیار پاس بود تا فصل لیگ برتر فوتبال ایران ۹۱–۱۳۹۰ که سپاهان با سه قهرمانی به این افتخار دست یافت ولی در فصل لیگ برتر فوتبال ایران ۱۴۰۰–۱۳۹۹ پرسپولیس تهران با پنج قهرمانی به تنهایی صاحب این رکورد شد.

## پیوندها
جام قهرمانی فوتبال ایران ۱۳۴۶
جام قهرمانی فوتبال ایران ۱۳۴۸
لیگ برتر خلیج فارس
باشگاه فوتبال سپاهان